# Фелисиано Лопес
Фелисиано Лопес (на испански: Feliciano López) е испански тенисист. 

## Биография
Фелисиано Лопес Диас-Гера е роден на 20 септември 1981 г. в Толедо, Испания.

## Кариера
Роден в семейство на треньор по тенис, Фелисиано Лопес започва да играе тенис на пет години. През 1997 г. достига до финала на турнира Ориндж Боул във възрастова група до 16 години, а през септември същата година прави своя първи мач като професионалист на „Чалънджъра“ в Майорка. През 1999 печели своя пъви турнир от категорията ITF Futures на сингъл и двойки. През 2001 достига първия в кариерата си финал на „Чалънджър“.
През 2001 пробива до четвърти кръг на Уимбълдън, като по пътя си отстранява двама поставени съперници. Така Лопес влиза в топ 100 на световната ранглиста. През септември в Хонкконг той побеждава четвъртата ракета на света Марат Сафин и завършва годината под номер 62. През 2003 става шампион на Испания, побеждавайки на финала Рафаел Надал и достига отново до четвърти кръг на Уимбълдън. Дебютира и за Купа Дейвис с отбора на Испания.
През 2004 Лопес достига своя първи финал на ниво АТП на турнира в Дубай, където губи от световния №1 Роджър Федерер. По-късно през годината той играе четвърти кръг на Ролан Гарос и трети кръг на Олимпийските игри в Атина. След това печели АТП турнира в Виена и така завършва годината в топ 30. Също така достига до четвъртфинал на двойки на Откритото първенство на САЩ с Фернандо Вердаско и печели АТП турнира в Стокхолм.
В края на януари 2005 Лопес достига до 20 място в световната ранглиста. През тази година той играе четвъртфинал на Уимбълдън, като става първият испански тенисист достигнал до тази фаза на турнира след Мануел Орантес през 1972 година.
През 2008 Лопес прави рекордните за себе си седем победи за Купа Дейвис, в това число и две на финала срещу Аржентина. Също така достига за втори път в кариерата си до четвъртфинал на сингъл на Уимбълдън и четвъртфинал на Откритото първенство на САЩ на двойки с Вердаско. През 2009 двамата играят четвъртфинал на Откритото първенство на Австралия.
През 2010 в Йоханесбург Лопес печели своята втора титла от АТП.
През 2011 той печели за четвърти път Купа Дейвис с Испания.
Лопес достига най-доброто си класиране в световната ранглиста - №15 на 15 януари 2012. Има 2 титли от АТП на сингъл и една на двойки. Лопес е също така четирикратен носител на Купа Дейвис с отбора на Испания.
Той е левичар и използва бекхенд с една ръка. Известен е със силния си сервис и добрата игра от основната линия. Също така играе уверено на мрежата.

## Кариерна статистика

### ATP финали Сингъл (7 титли; 18 финала)
|        | П–З  | Година | Турнир                 | Клас         | Настилка   | Опонент               | Резултат                      |
| ------ | ---- | ------ | ---------------------- | ------------ | ---------- | --------------------- | ----------------------------- |
| Загуба | 0–1  | 2004   | Дубай Чемпиъншипс      | Шампионски   | Твърда     | Роджър Федерер        | 6–4, 1–6, 2–6                 |
| Победа | 1–1  | 2004   | Виена Оупън            | Шампионски   | Твърда (з) | Гилермо Каняс         | 6–4, 1–6, 7–5, 3–6, 7–5       |
| Загуба | 1–2  | 2005   | Кънектикът Оупън       | Международни | Твърда     | Джеймс Блейк          | 6–3, 5–7, 1–6                 |
| Загуба | 1–3  | 2006   | Суис Оупън             | Международни | Клей       | Ришар Гаске           | 6–7(4–7), 7–6(7–3), 3–6, 3–6  |
| Загуба | 1–4  | 2008   | Дубай Чемпиъншипс      | Шампионски   | Твърда     | Анди Родик            | 7–6(10–8), 4–6, 2–6           |
| Победа | 2–4  | 2010   | Южна Африка Оупън      | 250 серии    | Твърда     | Стефан Робер          | 7–5, 6–1                      |
| Загуба | 2–5  | 2011   | Сърбия Оупън           | 250 серии    | Клей       | Новак Джокович        | 6–7(4–7), 2–6                 |
| Загуба | 2–6  | 2013   | Ю Ес Индор             | 500 серии    | Твърда (з) | Кей Нишикори          | 2–6, 3–6                      |
| Победа | 3–6  | 2013   | Истборн Интернешънъл   | 250 серии    | Трева      | Жил Симон             | 7–6(7–2), 6–7(5–7), 6–0       |
| Загуба | 3–7  | 2014   | Куинс Клъб Чемпиъншипс | 250 серии    | Трева      | Григор Димитров       | 7–6(10–8), 6–7(1–7), 6–7(6–8) |
| Победа | 4–7  | 2014   | Истборн Интернешънъл   | 250 серии    | Трева      | Ришар Гаске           | 6–3, 6–7(5–7), 7–5            |
| Загуба | 4–8  | 2015   | Еквадор Оупън          | 250 серии    | Клей       | Виктор Естрела Бургос | 2–6, 7–6(7–5), 6–7(5–7)       |
| Загуба | 4–9  | 2015   | Малайзия Оупън         | 250 серии    | Твърда (з) | Давид Ферер           | 5–7, 5–7                      |
| Победа | 5–9  | 2016   | Суис Оупън             | 250 серии    | Клей       | Робин Хаасе           | 6–4, 7–5                      |
| Загуба | 5–10 | 2016   | Лос Кабос Оупън        | 250 серии    | Твърда     | Иво Карлович          | 6–7(5–7), 2–6                 |
| Загуба | 5–11 | 2017   | Щутгарт Оупън          | 250 серии    | Трева      | Лукас Пуи             | 6–4, 6–7(5–7), 4–6            |
| Победа | 6–11 | 2017   | Куинс Клъб Чемпиъншипс | 500 серии    | Трева      | Марин Чилич           | 4–6, 7–6(7–2), 7–6(10–8)      |
| Победа | 7–11 | 2019   | Куинс Клъб Чемпиъншипс | 500 серии    | Трева      | Жил Симон             | 6–2, 6–7(4–7), 7–6(7–2)       |